# Alain Planet
Alain Émile Baptiste Planet (ur. 18 listopada 1948 w Privas) – francuski duchowny katolicki, biskup Carcassonne i Narbonne w latach 2004-2023.

## Życiorys

### Prezbiterat
Święcenia kapłańskie otrzymał 24 maja 1981 i został inkardynowany do diecezji Valence. Pracował duszpastersko na terenie diecezji, był także m.in. delegatem biskupim ds. powołań oraz duszpasterstwa liturgicznego (1988-2001).

### Episkopat
28 czerwca 2004 papież Jan Paweł II mianował do biskupem ordynariuszem diecezji Carcassonne i Narbonne. Sakry biskupiej udzielił mu 19 września 2004 ówczesny arcybiskup Montpellier – Guy Thomazeau.
31 marca 2023 papież Franciszek przyjął jego rezygnację z urzędu biskupa diecezjalnego, władzę w diecezji objął dotychczasowy koadiutor ks. bp Bruno Valentin.